# Conferència de l'ONU sobre el Canvi Climàtic 2011
La Conferència de Durban sobre els canvis climàtics, en principi tinguda a Durban, Sud-àfrica, del 28 de novembre al 9 de desembre de 2011, a continuació perllongada fins a l'11 de desembre per esperar trobar un acord,, és la 17e Conferència de les parts a la Convenció-marc de les Nacions unides sobre els canvis climàtics (COP-17) i la 7e Reunió de les Parts al Protocol de Kyoto (CMP-7).
A un any del échéance del primer període de compromisos del Protocol de Kyoto, arribant a échéance el 31 de gener de 2012, el seu principal envit era d'adoptar un acord evitant un buit jurídic entre els dos períodes de compromís. A aquest final, la COP-17 devia n'operació els Acords de Cancún #el que necessitava l'entrada en vigor i el finançament ràpid del Fons verd pel clima promesos pels països desenvolupats en el moment de la Conferència de Copenhague (COP-15).
La “ Decisió de Durban ” reconnait que tots els països han de fer cara de manera urgent a l'amenaça greu i potentiellement irreversible dels canvis climàtics. Ha permès el llançament d'una plateforme de negociació (la « Plateforme de Durban » per preparar un acord post-2020 incluant tots els països i tenint força legal per - com el recomanava el GIEC - mantenir l'elevació de la temperatura mitjana del planeta a menys de 2 °C o 1,5 °C pel que fa al nivell preindustrial ”.

## Pourparlers préparatoires
En amont de la Conferència, els delegats s'han reunit a tres recuperacions per determinar l'organització dels treballs i negociar els esbosses de decisions davant estar adoptades a Durban:
- els Pourparlers de Bangkok sobre el clima han reunit, del 3 al 8 d'abril de 2011, la 14e Grup de treball sobre l'acció concertada a llarg terme (AWG-LCA-14) i la 16e Grup de treball sobre els nous compromisos de les Parts preteses l'Annexa I del Protocol de Kyoto (AWG-KP-16) ;[7]
- els Pourparlers de Bonn sobre el clima, del 6 al 17 de juny de 2011 han reunit els grups de treball per una sessió de recuperació (AWG-LCA-14 bis, AWG-KP-16 bis) en més de reunir els dos òrgans subsidiaires de la Convenció-marc de les Nacions unides sobre els canvis climàtics per la primera fes des de la Conferència de Cancún (COP-16) ;[8]
- els Pourparlers de Panama sobre el clima, de l'1 al 7 d'octubre de 2011, han reunit els grups de treball per una tercera sessió de recuperació (AWG-LCA-14 ter i AWG-KP-16 ter).[9]

## Començament de les negociacions
La Conferència s'ha obert el 28 de novembre de 2011 a Durban, a Sud-àfrica. 183 país membres de l'ONU participen en aquesta conferència #que ha acollit 12 000 delegats al total.
En el seu discurs d'obertura de la Conferència, el President sud-africà Jacob Zuma ha trucat els negociadors a prendre decisions eficaces, recordant que « Per moltes persones en els països en desenvolupament i a Àfrica, el canvi climàtic és una qüestió de vida o de mort ».
Des dels començaments, la conferència ha aixecat del pessimisme. N'efecte, la UE s'ha mostrat lligada en el moment de les primeres negociacions a perpétuer el principi del Protocol de Kyoto, considerat com désuet pels altres països industrialitzats. Els ecologistes han #ser ells poc entusiasmats per la conferència a la imatge del Professor Mark Maslin, #que ha declarat #que no hi havia «cap raó des réjouir
» ni «res de concret a esperar». El Fons mundial per la naturalesa (WWF) ha declarat que « Durban serà una cimera encertada si els països participants es comprometen a definir un acord legal obligant d'aquí 2015».
Certs representants de països en via de desenvolupament han #estar acusats de fer durar les negociacions per recaptar indemnités importants, previstes per cada jornada de participació.
De més, els experts han estimat que els Estats Units no serien pas llests a prendre de grans compromisos a aquesta conferència, a l'hora on són talonnés per la Xina al nivell econòmic.

## Negociacions

### Acord del Després de-Kyoto
Les discrepàncies entre els països s'han anat del contingut d'un acord davant succeir al Protocol de Kyoto, #que arriba a échéance en 2012. L'ONU ha proposat de lligar la persecució del Protocol de Kyoto a mecanismes de crèdit C02 i a projectes en els països en via de desenvolupament.
La UE té, ella, proposat de posar en marxa un calendari pretenent instaurar un marc obligant de reducció dels emissions de gasos a efecte d'hivernacle per lluitar contra la reescalfament climàtica, #el que la Xina ha refusé. Els Estats Units se són ells també oposats a aquesta idea.
La delegació xinesa té per en un altre lloc estimat #que pertanyia als països industrialitzats d'aportar ajudes financeres i tècniques per la millora del clima i ha aportat el seu suport a les demandes dels països en via de desenvolupament.
La Xina s'ha dit favorable a una prolongation del Protocol de Kyoto existent, però aquesta posició ha suscitat crítiques atès que el país ha signat el Protocol però no era llavors pas concernit per les reduccions d'emissions de gasos a efecte d'hivernacle. El Brasil s'és també dita lligada al Protocol de Kyoto i s'és dita preocupada de la voluntat de certs països com el Canadà o el Japó d'abandonar els seus compromisos. Els països africans han ells també insistit sobre una prolongation del Protocol de Kyoto. El president del grup dels negociadors africans ha declarat que « els països en desenvolupament en fan més que els països rics. Han promès de reduir els seus emissions de 5,2 gigatonnes, però els països desenvolupats no s'han compromès que per 3,8 gigatonnes.»
Els Estats insulaires se són ells inquietats de la lentitud d'entrada en vigor d'un eventual acord del després de-Kyoto, i han demanat a la imatge de les illes Kiribati que aquest acord possible prengui igualment en compta els països no participant pas al Protocol de Kyoto.

### Fons verd
La idea de crear un « fons verd » destinat a ajudar els països en desenvolupament a fer cara a la reescalfament climàtica ha #ser un punt central de la conferència. El projecte preveu un fons dotat de 100.000 milions $US per any, #del qual l'entrada en vigor ha previst a l'horitzó 2020. Aquesta idea, sostinguda pels països del sud, ha per contra trobat l'oposició de les Estats Units.
Ban-Ki-Moon ha sostingut el projecte i trucat els països desenvolupats a prendre les seves responsabilitats.

### Piétinement de les negociacions
El 6 de desembre de 2011, el grup dels 77 països en via de desenvolupament, sostinguts per la Xina, ha rebutjat un projecte d'acord presentat a la conferència, estimant #que ell « flexibilise els mecanismes pels països desenvolupats mentre que estableix mesures de reglament i de control més estrictes per les nacions sota- desenvolupades ».
El 9 de desembre, un altre projecte d'acord final ha #estar rebutjat per la UE, els països africans i els països insulaires, #que el jutjaven insuficient.
El Sud-àfrica ha llavors proposat de nous textos, més equilibrats, però les negociacions se són enlisées en qüestions de procediment. Cara a les discrepàncies i a la enlisement de les negociacions, la conferència s'ha dirigit cap a un échec. Dels negociadors han fins i tot abandonat la Conferència, desesperant de trobar una solució.
El Japó ha anunciat que anava a sortir del Protocol de Kyoto, justificant aquesta decisió contestée dient #que « no hi hi havia de raó de perllongar Kyoto tant que les Estats Units i la Xina #que són avui els dos països els més contaminadors del planeta no s'associen pas a un acord mundial ». El Canadà ha fet el mateix, estimant que el principi del Protocol de Kyoto « no funcionava pas ».
Finalment, la Conferència ha #estar perllongada en l'esperança de trobar un acord.

### Acord final
Un acord final ha #estar trobat el diumenge 11 de desembre 2011, amb 36 hores de retard.
El text final preveu:
- un acord sobre la persecució del protocol de Kyoto a comptar de l'1 de gener del 2013 ;

- un acord sobre la posada en marxa d'un mecanisme de funcionament del futur fons verd. Tanmateix, la qüestió de l'alimentació del fons no ha pas #estar dilucidada ;[35]

- un procediment de negociacions, dita Plataforma de Durban « Durban Platform for Enhanced Acció », pretenent elaborar un compromís jurídic, #del qual la naturalesa necessita no és pas encara coneguda, i aplicant-se a tots els Estats. Aquest compromís hi hauria signat l'any 2015 per una entrada en vigor l'any 2020.[36] Aquest acord flexible modulable permet a cada país d'adherir-hi tot permetent als països emergents el desitjant de démarrer els seus compromisos en el marc del futur acord post-2020, mentre que els països desenvolupats contribuirien des de 2013 (en el marc de la Convenció de Rio o d'un segon període del Protocol de Kyoto). Un segon període de compromís en el marc del Protocol de Kyoto és actée, amb un nivell d'ambició davant estar augmentat. La negociació no ha pas #estar fins a definir un caràcter obligant o voluntari al futur protocol.

Aquest text, ha minima pel que fa a #el que hi havia esperat, ha considerat per certs experts com una declaració d'intenció més que com un acord.

## Críticos
Aquest acord ha aixecat de nombroses crítiques.
No és jurídicament obligant, i els Estats Units han fet inserir en el text final una « clause de sortida » #que permet d'evitar que tot nou acord el sigui.
Les promeses de reduccions de gasos a efecte d'hivernacle fetes pels països són insuficients i no cobreixen al total que 60% dels esforços necessaris per tenir la reescalfament a sota del llindar de 2 graus celsius d'aquí a 2100, pel que fa al ère pré-industrial (cimera de Copenhague). Al vist dels additions de les promeses dels diferents països, es dirigiria cap a una alça de 3,5 graus. El finançament del futur fons verd és pel moment molt hypothétique.
El Canadà ha #ser molt criticat per estar sortit del Protocol de Kyoto, sobretot per la Xina, l'Índia i la Unió europea. El primer ministre canadien Stephen Harper ha declarat #que entrar en el Protocol de Kyoto hi havia #ser un error pel Canadà.